# Feiertage in Estland
In Estland bestehen die im Folgenden aufgeführten Feiertage:

## Gesetzliche Feiertage
Diese Feiertage sind arbeitsfrei und gelten landesweit:
| Feiertag (Deutsch)                         | Feiertag (Estnisch)       | Datum                                        |
| ------------------------------------------ | ------------------------- | -------------------------------------------- |
| Neujahr                                    | Uusaasta                  | 1. Januar                                    |
| Unabhängigkeitstag                         | Eesti Vabariigi aastapäev | 24. Februar                                  |
| Karfreitag                                 | Suur reede                | Zwei Tage vor Ostersonntag                   |
| Ostersonntag                               | Ülestõusmispühad          | Sonntag nach dem ersten Vollmond im Frühling |
| Maifeiertag                                | Kevadpüha                 | 1. Mai                                       |
| Pfingsten                                  | Nelipühad                 | Ostersonntag + 49 Tage                       |
| Siegestag                                  | Võidupüha                 | 23. Juni                                     |
| Johannistag                                | Jaanipäev                 | 24. Juni                                     |
| Tag der Wiedererlangung der Unabhängigkeit | Taasiseseisvumis päev     | 20. August                                   |
| Heiligabend                                | Jõululaupäev              | 24. Dezember                                 |
| 1. Weihnachtstag                           | Esimene jõulupüha         | 25. Dezember                                 |
| 2. Weihnachtstag                           | Teine jõulupüha           | 26. Dezember                                 |

## Gesetz
Die Feiertage werden im „Gesetz über die Feier- und Gedenktage“ (Pühade ja tähtpäevade seadus) festgelegt, das das estnische Parlament (Riigikogu) im Januar 1998 angenommen hat (RT I 1998, 13, 162). Danach gibt es in Estland zehn arbeitsfreie staatliche Feiertage (riigipüha) sowie als Volksfeiertag (rahvuspüha) den estnischen Nationalfeiertag (Gründung der Republik Estland am 24. Februar 1918).
Daneben bestehen laut Gesetz sieben staatliche Gedenktage (riiklikud tähtpäevad), die nicht arbeitsfrei sind.